# Франкавила Маритима
Франкавѝла Марѝтима (на италиански: Francavilla Marittima) е малко градче и община в Южна Италия, провинция Козенца, регион Калабрия. Разположено е на 273 m надморска височина. Населението на общината е 2993 души (към 2011 г.).